# OnlyOffice
OnlyOffice (anteriormente TeamLab) es una suite ofimática de código abierto y software libre desarrollada por Ascensio System SIA, una empresa con sede en Riga, Letonia. Cuenta con editores de documentos en línea, plataforma para gestión de documentos, comunicación corporativa, correo y herramientas de gestión de proyectos .
OnlyOffice se entrega como Software como servicio o como una instalación para su implementación en una red privada. El acceso al sistema se proporciona a través de un portal en línea privado.

## Propiedades
La interfaz de OnlyOffice se divide en varios módulos: Documentos, CRM, Proyectos, Correo, Comunidad, Calendario y Charla. Se combinan en un paquete llamado OnlyOffice Groups, que forma parte de OnlyOffice Workspace junto con OnlyOffice Docs.
El módulo Documentos sirve para la gestión y uso compartido de documentos para archivos de OnlyOffice. El reproductor de audio y video integrado permite reproducir el contenido audiovisual de los archivos almacenados en OnlyOffice.
El módulo Proyectos está desarrollado para la administración de las etapas de un proyecto: planificación, gestión de equipos, delegación de tareas, seguimiento y elaboración de informes. Este módulo también incluye diagramas de Gantt para ilustrar las etapas de los proyectos y las dependencias entre tareas.
El módulo CRM permite el mantenimiento de bases de datos de clientes, transacciones, ventas potenciales, tareas; además de un historial de relaciones con el cliente. Este módulo también proporciona informes de venta y facturación en línea.
El módulo Correo combina un servidor de correo para crear buzones de correo con dominio propio y un agregador de correo para la administración centralizada de múltiples buzones de correo.
El módulo Calendario permite la planificación y seguimiento de eventos personales y corporativos, plazos de tareas en Proyectos y CRM, así como el envío y recepción de invitaciones a eventos.
El módulo Comunidad ofrece funciones típicas de las redes sociales corporativas: encuestas, blog y foros corporativos, noticias, pedidos y anuncios, y un chat.

## Tecnología
Posee tres componentes: el Servidor de Documentos, el Servidor de Comunidad y el Servidor de Correo.
El Servidor de Documentos alberga los editores de documentos de texto, hojas de cálculo y presentaciones y está escrito en JavaScript, utilizando el elemento HTML5 Canvas.
El servidor de Comunidad alberga todos los módulos funcionales de OnlyOffice, este está escrito en ASP.NET para Windows y en Mono para Linux y distribuciones.
El Servidor de Correo presenta un conjunto de componentes que permite crear buzones corporativos utilizando nombres de dominio predeterminados o personalizados. Mail Server se basa en el paquete iRedMail que consta de Postfix, Dovecot, SpamAssassin, ClamAV, OpenDKIM, Fail2ban.

## Editores on-line
OnlyOffice incluye un paquete de edición en línea llamado OnlyOffice Docs. Combina editor de texto, hoja de cálculo, presentaciones y formularios que incluyen características similares a los editores de escritorio de Microsoft (Word, Excel y PowerPoint). 
Desde la versión 5.0 de los editores, la interfaz cuenta con una barra de herramientas con pestañas.  Los editores permiten dos formas de coedición: en tiempo real y con bloqueo de párrafos.  Incluye herramientas de comunicación que permiten hacer comentarios y chatear.  Los editores también están provistos de funciones como el Historial de revisiones o el Control de cambios.
La versión de beta del predecesor de OnlyOffice Docs, Teamlab Document Editor, se presentó en el CeBIT de 2012 en Hannover. El producto se desarrolló utilizando Canvas, una parte de HTML5 que permite el uso de scripts y el renderizado dinámico de formas bidimensionales e imágenes bitmap.
El tipos de formato básicos utilizados en OnlyOffice Docs son OOXML (DOCX, XLSX, PPTX), DOCXF y OFORM. Otros tipos de formatos soportados son: ODT, DOC, RTF, EPUB, MHT, HTML, HTM, ODS, XLS, CSV, ODP, PPT, DOTX, XLTX, POTX, OTT, OTS, OTP, XML, XPS, DjVu y PDF-Un- Los cuales se procesan mediante una conversión interna a DOCX, XLSX o PPTX, si se permite su edición. 
La funcionalidad de la suite se puede ampliar mediante complementos (aplicaciones secundarias). Los usuarios pueden elegir de la lista existente de complementos o crear sus propias aplicaciones utilizando la API provista por la suite. 
En 2022, junto con el lanzamiento de la versión 7.0 de OnlyOffice Docs, el proyecto presentó OnlyOffice Forms, una nueva funcionalidad del editor de documentos para crear y completar formularios (plantillas de documentos con campos rellenables). Introdujo dos nuevos formatos: .OFORM y .DOCXF. El editor de formularios también permite exportar las plantillas como archivos PDF rellenables.

## Desktop y aplicaciones móviles
OnlyOffice Desktop es una versión utilizable sin conexión de la suite de edición OnlyOffice. La aplicación de escritorio admite funciones de edición colaborativa cuando se conecta a los portales Nextcloud, ownCloud,  kDrive,  Seafile,  o Liferay. Esta funcionalidad se ofrece de forma gratuita tanto para uso personal como comercial.
Estos editores de escritorio son multiplataforma, estando disponibles para Windows XP y posteriores (x32 y x64), Debian, Ubuntu y otras distribuciones de Linux basadas en RPM, Mac OS 10.10 y posteriores, incluyendo los ordenadores con chips Apple Silicon. Además de las versiones para plataformas específicas existe también una opción portátil. OnlyOffice Desktop Editors está disponible para su instalación como paquete Snap y como AppImage.
Los editores son compatibles con los formatos de MS Office (OOXML) y OpenDocument (ODF) y admiten además: DOC, DOCX, ODT, RTF, TXT, PDF, HTML, EPUB, XPS, DjVu, XLS, XLSX, ODS, CSV, PPT, PPTX, ODP, DOTX, XLTX, POTX, OTT, OTS, OTP y PDF-A.
Al igual que la suite de edición en línea, el conjunto de herramientas básicas de OnlyOffice Desktop se puede actualizar mediante complementos (plugins). Los editores de OnlyOffice también están disponibles como aplicación móvil para iOS y Android . La aplicación se llama ONLYOFFICE Documents.
A principios de 2019, OnlyOffice anunció el lanzamiento de una vista previa para desarrolladores del cifrado de documentos de extremo a extremo (útil para los archivos en sí, la edición en línea y la colaboración) que involucra tecnología blockchain y está incluido en la funcionalidad de la suite de escritorio. 

## Cronología
- En 2009, un grupo de desarrolladores de software, encabezado por Lev Bannov, lanzó un proyecto llamado TeamLab, una plataforma para la colaboración interna de equipos que abarcaba varias funciones de trabajo en equipo como un blog, foro, wiki, marcadores...[14]
- En marzo de 2012, TeamLab presentó los primeros editores de documentos basados en HTML5 en CeBIT.[5]
- En julio de 2014, Teamlab Office cambió oficialmente su nombre a OnlyOffice, y el código fuente del producto se publicó en SourceForge y GitHub bajo los términos de la licencia AGPL-3.0-only. [15]
- En marzo de 2016, los desarrolladores de OnlyOffice lanzaron una aplicación de escritorio: OnlyOffice Desktop Editors, que se posiciona como una alternativa de código abierto a Microsoft Office.[9]
- En febrero de 2017, se lanzó la aplicación para la integración con ownCloud/Nextcloud.[16]
- En febrero de 2018, OnlyOffice Desktop Editors pasó a estar disponible como paquete snap.[17]
- En enero de 2019, OnlyOffice anunció el lanzamiento de la función de cifrado de extremo a extremo.[13]
- En agosto de 2019, Document Builder se publica en GitHub con licencia AGPL-3.0-only.[18]
- En noviembre de 2019, OnlyOffice ingresa a AWS Marketplace.[19]
- En enero de 2020, OnlyOffice lanza App Directory.[20]
- En septiembre de 2020, OnlyOffice cambia el nombre de sus productos y presenta OnlyOffice Workspace, OnlyOffice Docs y OnlyOffice Groups. También lanza Groups (plataforma de colaboración) bajo licencia Apache.[21]
- En octubre de 2020, OnlyOffice anuncia la conformidad con HIPAA. [22]
- En septiembre de 2021, OnlyOffice incluye soporte para WOPI . [23]
- En octubre de 2021, OnlyOffice recibe el Cloud Computer Insider’s Gold award. [24]

## Véase además
- Portal:Software libre. Contenido relacionado con Software libre.

- Software de gestión de proyectos
- Lista de software de gestión de proyectos

Otras suites ofimáticas:
- Microsoft Office
- LibreOffice
- WPS Office
- Apache OpenOffice
- Calligra Suite
- ThinkFree Office
- iWork de Apple